# Nasewaupee
Nasewaupee est une ville américaine située dans le comté de Door au Wisconsin.